# 유성천
유성천(儒城川)은 대전광역시의 지방하천으로 유성구 갑동에서 발원하여 유성구 장대동에 이르는 연장 7.15km의 하천이다. 최근 유성 도심구간(구암교 ~ 유성구청)에 대해 2011년을 목표로 생태하천 복원공사를 진행하고 있다.